# Osmólsk Górny
Osmólsk Górny – wieś sołecka w Polsce położona w województwie mazowieckim, w powiecie gostynińskim, w gminie Sanniki.
W latach 1975–1998 miejscowość administracyjnie należała do województwa płockiego.
W granicach wsi znajduje się dawniej odrębna wieś Sewerynów.